# Lily James
Lily Chloe Ninette James (Esher, 5 april 1989) is een Britse actrice en zangeres.

## Levensloop
James volgde een acteeropleiding aan de Guildhall School of Music and Drama in Londen. Kort daarna begon zij haar acteercarrière in de Britse televisieserie Just William (2010). Daaropvolgend kreeg zij een rol in de dramaserie Downton Abbey (2012-2015). Haar filmdoorbraak kwam met de rol van Cinderella in de gelijknamige film (2015). In Darkest Hour speelde James in 2017 Elisabeth Layton, de secretaresse van Winston Churchill. In 2018 speelde zij de hoofdrol in Mamma Mia! Here We Go Again. Ook speelde zij de hoofdrol in The Guernsey Literary and Potato Peel Pie Society. In 2019 speelde zij Ellie Appleton in de film Yesterday. In 2022 speelde ze de hoofdrol in de miniserie Pam & Tommy. Ze vertolkte er de rol van Pamela Anderson. In 2022 speelde ze de hoofdrol van Chloe in de film “What’s love got to do with it” .